# Noyade en eau douce
Noyade en eau douce (titre original : The Drowning Pool) est un roman noir américain de Ross Macdonald paru en 1950. C'est le deuxième roman de la série ayant pour héros le détective privé Lew Archer. 
En France, le roman est d'abord publié en 1954 dans une version tronquée sous le titre Cadavre en eau douce. Cette même traduction est également paru sous le titre La Toile d'araignée.
L'œuvre est adaptée au cinéma en 1975 par Stuart Rosenberg sous le titre La Toile d'araignée (The Drowing Pool ), avec Paul Newman dans le rôle du détective.

## Résumé
La très belle Maude Slocum se présente au bureau de Lew Archer. Femme adultère, elle est inquiète depuis la réception de lettres où on la menace de révélations à son mari. Lew Archer accepte d'enquêter pour en identifier l'auteur.
Les Slocum vivent à la lisière des deux entités de la petite ville de Nopal Valley en Californie du Sud : l'une, sur les hauteurs, est un quartier cossu ; l'autre, au fond de la vallée, est corrompue jusqu'à la moelle par le boum économique de l'exploitation pétrolière et l'émergence des bars et tripots de la pègre qu'elle a engendrée. Encore détenue par Olivia, la belle-mère de Maude, qui veille jalousement sur son fils James, un acteur de troisième ordre, qui apparaît aux yeux de Archer comme un bellâtre efféminé, le domaine des Slocum est sur le site d'un gisement convoité par des compagnies pétrolières, dont la vieille refuse obstinément les offres. Pendant une soirée, peu après qu'Archer l'ait croisée, elle est retrouvée morte, noyée dans la piscine, alors que le détective en était encore à se mêler aux invités et à identifier les membres de la famille et leurs amis. 
Sans qu'on le lui ait demandé, Lew Archer se charge de démasquer le coupable, ce qui déplaît fort à Ralph Knudson, le chef des forces de l'ordre locales et l'amant de Maude Slocum depuis des années. Archer soupçonne d'abord le chauffeur, un certain Reavis, qui fricote avec le crime organisé et accomplit les basses besognes du milliardaire Kilbourne. Reavis vient d'être mis à la porte pour avoir tenté de séduire la jeune Cathy Slocum, une adolescente un peu désœuvrée de 16 ans. Lancé à sa poursuite, Archer capture Reavis en fuite et le ramène de force de l'état voisin pour que la police puisse l'interroger, mais des tueurs bien payés se chargent de le faire taire.
Archer se trouve vite isolé dans cette famille où les différends se règlent derrière des portes closes, dans cette ville où des puissants de l'industrie et des caïds de la pègre manipulent les forces de l'ordre. Surtout, parce qu'il fourre son nez partout, il devient un gêneur, puis un paria. On l'avertit d'abord poliment, puis on le séquestre dans une clinique psychiatrique. Mais Archer parvient à s'échapper et se rend au bout de son enquête.

## Éditions
Édition originale américaine
- (en) Ross Macdonald, The Drowning Pool, New York, Knopf, 1950 (OCLC 35172920)

Éditions françaises
- (fr) Ross Macdonald (auteur) et Igor B. Maslowski (traducteur), Cadavre en eau douce [« The Drowning Pool »], Paris, Presses de la Cité, coll. « Un mystère no 184 », 1954, 223 p. (BNF 32403291)
- (fr) Ross Macdonald (auteur) et Igor B. Maslowski (traducteur) (trad. de l'anglais), La Toile d'araignée [« The Drowning Pool »], Paris, Presses Pocket, coll. « Presses Pocket no 1246 », 1976, 211 p. (ISBN 2-266-00006-3, BNF 34555643)
- (fr) Ross Macdonald (auteur) et Igor B. Maslowski (traducteur), Cadavre en eau douce [« The Drowning Pool »], Paris, J'ai lu, coll. « J'ai lu no 2133 », 1987, 221 p. (ISBN 2-277-22133-3, BNF 34964216)
- (fr) Ross Macdonald (auteur) et Igor B. Maslowski (traducteur) (trad. de l'anglais), Cadavre en eau douce [« The Drowning Pool »], Paris, 10/18, coll. « Grands détectives no 3018 », 1998, 253 p. (ISBN 2-264-02843-2, BNF 36999514)
- (fr) Ross Macdonald (auteur) et Igor B. Maslowski (traducteur) (trad. de l'anglais), La Toile d'araignée [« The Drowing Pool »], Dans Polar des années cinquante, tome 4, Paris, Éditions Omnibus, 1998, 1018 p. (ISBN 2-258-04973-3, BNF 36706703)
- (fr) Ross Macdonald (auteur) et Jacques Mailhos (traducteur) (trad. de l'anglais), Noyade en eau douce [« The Drowning Pool »], Paris, Éditions Gallmeister, coll. « Totem no 19 », 2012, 277 p. (ISBN 978-2-35178-519-5, BNF 42622791) Cette dernière traduction est la seule à donner le texte intégral auparavant largement tronqué dans la traduction française.

## Adaptation
- 1975 : La Toile d'araignée (The Drowing Pool ), film américain réalisé par Stuart Rosenberg, adaptation du roman Noyade en eau douce (1950), avec Paul Newman dans le rôle de Lew Archer, rebaptisé Lew Harper pour les besoins de la production.

## Sources
- Jean Tulard, Dictionnaire du roman policier : 1841-2005. Auteurs, personnages, œuvres, thèmes, collections, éditeurs, Paris, Fayard, 2005, 768 p. (ISBN 978-2-915793-51-2, OCLC 62533410), p. 693 (Notice La Toile d'araignée / Cadavre en eau douce).
- (en) Tom Nolan (préf. Sue Grafton), Ross Macdonald : a biography, New York, NY, Scribner, 1999, 496 p. (ISBN 0-684-81217-7 et 978-0-684-81217-5, OCLC 40180979)